# Outrage à agent public
Pour les articles homonymes, voir Outrage.
L'outrage à agent public est réprimé pénalement dans divers pays. 

## Droit français
L'outrage à agent public est un outrage à l'égard d'une personne chargée d'une fonction publique ou dépositaire de l'autorité publique. Il constitue un délit du code pénal français pouvant être puni de 6 mois d'emprisonnement ferme et de 7 500 euros d'amende.
Exemples de personnes chargées d'une mission de service public : instituteur, chauffeur de bus, sapeur-pompier, facteur, agent de surveillance de la voie publique (ASVP). Exemples de personnes dépositaires de l'autorité publique : magistrat, préfet, policier municipal, policier national, adjoint de sécurité, gendarme, fonctionnaire de l'Administration Pénitentiaire, douaniers, agent de surveillance de Paris (ASP), inspecteur ou contrôleur du travail, agents assermentés de la SNCF.

## Droit canadien
Le droit pénal canadien nomme toute une série d'agents publics qui font l'objet de dispositions pénales particulières concernant l'atteinte à la dignité ou l'usage de la violence : 
- Le juge en cas d'outrage au tribunal[1]
- Les infractions pénales réglementaires d'injurier ou d'insulter les agents de la paix[2] en vertu de règlements municipaux plutôt que du Code criminel
- L'agent de la paix ou le fonctionnaire public en cas de voie de fait contre celui-ci[3]. 
  - L'agent de la paix[4] est une catégorie large qui inclut l'officier de police, l'agent de police, le maire, le président de conseil de comté, le préfet, le shérif, le juge de paix; l'agent du Service correctionnel, l'huissier, le directeur, sous-directeur, instructeur, gardien, geôlier, garde et tout autre fonctionnaire ou employé permanent d’une prison qui n'est pas un pénitencier, le pilote commandant un aéronef, l'agent des douanes, les officiers et militaires des Forces canadiennes pendant que l'aéronef est en vol.
  - Le fonctionnaire public[4] s'entend notamment d’un agent des douanes ou d’un préposé de l’accise, d’un officier des Forces canadiennes, d’un officier de la Gendarmerie royale du Canada, de tout fonctionnaire pendant qu’il est occupé à faire observer les lois fédérales sur le revenu, les douanes, l’accise, le commerce ou la navigation. Le mot « notamment » dans la définition signifie que la liste n'est pas exhaustive.
- Le chauffeur d'autobus en cas de voies de fait contre un conducteur de véhicule de transport en commun[5]
- L'instituteur, qui possède un moyen de défense fondé sur l'usage de la force pour corriger les enfants sous son autorité[6]
- Le douanier, dont la loi interdit de le rudoyer[7].